# Патријарх антиохијски Спиридон
Патријарх Спиридон (грч. Πατριαρχης Σπυριδωνος рођ. Анастасиос Евфимиоу,  25 март 1838, Кипар, 16. јануар 1921 острво Халки) - епископ Антиохијске православне цркве; Патријарх антиохијски и свега Истока (1891-1898).

## Биографија
Рођен је 25. марта 1838. године у селу Агиос Николаос на Кипру (сада део округа Пафос).
Учио је на Богословској школи Часног Крста у Јерусалиму, под руководством свог стрица, митрополита Петрског Мелетија.
Архиепископ лидски Герасим га је 5. априла 1858. хиротонисан у чин ђакона. Године 1861. подигнут је у чин архиђакона манастира Светих Константина и Јелене у Јерусалиму. Године 1874. рукоположен је у јеромонаха. Служио као игуман у Гази.
12. фебруара 1884. године, у храму Гроба Господњег у Јерусалиму, хиротонисан је за епископа и уздигнут у достојанство архиепископа таворског. Исте године је постављен за чувара трона Птолемејске епархије. Године 1886. постављен је за патријаршијског епитропа у Витлејему.
14. октобра 1891. године изабран је за патријарха антиохијског и целог Истока.
По ступању на дужност, обавезао се да ће отворити богословску школу у Дамаску и старати се о унапређењу локалних православних школа и добротворних установа. Међутим, није испунио своја обећања.
За време Спиридове патријаршије, спор између Арапа и Грка за контролу над Антиохијском патријаршијом, који су сиријски историчари 7 дугих година називали „патријархалном кризом“ или „антиохијским проблемом“, достигао је врхунац. У овом периоду је такође дошло до интензивирања прозелитистичке пропаганде од стране католичких и протестантских организација. На врхунцу „патријаршијске кризе“, сиријски Вали Хасан-паша био је преплављен безбројним притужбама православних Арапа против грчког патријарха Спиридона. Када је постало јасно да патријарх Спиридон није способан да руководи Антиохијском патријаршијом, у чијој су огромну већину чинили Арапи, грчки и арапски митрополити позвали су свог Спиридона да добровољно поднесе оставку.
На позив локалних световних власти православне сиријске заједнице, 31. јануара (12. фебруара) 1898. године, Синод и локални архонти објавили су оставку патријарха Спиридона на лични захтев и избор митрополита киликијског Германа, Грка. по националности, као чувара патријаршијског престола. Под притиском Високе порте, цариградски патријарх је био принуђен да призна оставку патријарха Спиридона, упркос недостатку кворума на Архијерејском синоду. Званично је обавестио остале патријархе о садржају обавештења о Спиридоновој оставци добијеног од Германа. Порта је 23. фебруара исте године одобрила одлуку о свргавању Спиридона.
И поред протеста самог свргнутог јерарха, као и интервенције цариградског патријарха Константина V  и јерусалимског Дамјана (Касатоса), Свети Синод Антиохијске православне Цркве почео је да бира новог предстојатеља.
Преминуо је 16. јануара 1921. године на острву Халки.